# Hai Rui
Hai Rui, född 23 januari 1513 i Qiongshan, Guangdong, död 13 november 1587 i Nanjing, var en kinesisk ämbetsman under Mingdynastin som var känd för sin integritet och rättframhet.
Hai tog de kejserliga ämbetsexamina men var inledningsvis utan framgång och inträdde i byråkratin först vid 39 års ålder. Hai fick en rykte om sig att vara en okorrumperad ämbetsman, vilket gjorde att han fick många fiender i den kinesiska byråkratin. 1565 inlämnade han en skrivelse som kritiserade Jiajing-kejsaren, vilket ledde till att han dömdes till döden följande år. När kejsaren avled 1567 släpptes han ur fängelset och fick nya uppdrag av de Longqing-kejsaren, men avskedades åter 1570 på grund av sin kompromisslösa hållning och sändes till Hainan där han tillbringade 15 år i inre exil. 1585 tillät Wanli-kejsaren att Hai Rui återvände till imperiets andra huvudstad Nanjing, där han avled två år senare.
Hai Rui var hjälten Wu Hans Pekingopera "Hai Rui avskedas", vilken blev startskottet till kulturrevolutionen 1965.